# Tyrannochromis
Tyrannochromis è un piccolo genere di ciclidi haplochromini endemico del Lago Malawi.

## Specie
Vi sono attualmente quattro specie riconosciute in questo genere:
- Tyrannochromis macrostoma (Regan, 1922)
- Tyrannochromis maculiceps (C. G. E. Ahl, 1926)
- Tyrannochromis nigriventer (Eccles, 1989)
- Tyrannochromis polyodon (Trewavas, 1935)